# Boxicitás

Téglalapok metszetgráfja, boxicitás = 2

A matematika, azon belül a gráfelmélet területén a boxicitás, boxicity paraméter vagy hipertéglatest-dimenzió egy Fred S. Roberts által 1969-ben bevezetett gráfparaméter.
Egy gráf boxicitása az a minimális dimenzió, melyben adott gráf felírható egymással párhuzamos tengelyű hipertéglatestek metszetgráfjaként. Tehát ha a gráf csúcsai és a hipertéglatestek halmaza között kölcsönös megfeleltetés létesíthető oly módon, hogy két hipertéglatest pontosan akkor metszi egymást, ha a nekik megfelelő csúcsok között él húzódik.

## Példák
Az ábrán egy hat csúcsú gráf és téglalapok (kétdimenziós hipertéglatestek) metszetgráfjaként való reprezentációja látható. Ez a gráf nem ábrázolható alacsonyabb dimenziójú hipertéglatestek metszetgráfjaként (pl. intervallumgráfként), ezért boxicity paramétere kettő.
(Roberts 1969) megmutatta, hogy a 2n csúcsú csúcsú teljes gráfból egy teljes párosítás eltávolításával kapott gráf boxicitása éppen n: minden eltávolított csúcspárt másik dimenzióban elválasztott hipertéglatesteknek kell reprezentálnia, mint a többi párt. Ennek a gráfnak egy konkrét hipertéglatest-reprezentációját elő lehet állítani egy n dimenziós hiperkocka hiperlapjainak hipertéglatestté vastagításával. Az eredmény alapján ezt a gráfot Roberts-gráfnak is hívják, bár ismertebb neve koktélpartigráf, illetve tekinthető úgy is, hogy ez a T(2n,n) Turán-gráf.

## Más gráfcsaládokkal való kapcsolata
Egy gráf boxicity paramétere pontosan akkor egy, ha intervallumgráf (az intervallum felfogható egydimenziós téglatestként). A külsíkgráfok boxicitása legfeljebb kettő, az általánosabb síkbarajzolható gráfoké pedig legfeljebb három.
Ha egy páros gráf boxicitása kettő, előállítható egy síkbeli derékszögű koordináta-rendszer tengelyeivel párhuzamos intervallumok metszetgráfjaként.

## Algoritmikus eredmények
Számos gráfokkal kapcsolatos probléma az általános esetnél egyszerűbben megoldható korlátozott boxicitású gráfokra. Például a maximálisklikk-probléma korlátos boxicitású gráfokra polinom időben megoldható. Néhány más gráfproblémánál a hatékony megoldást vagy a jó közelítő megoldást elősegíti, ha ismert a gráf egy alacsony dimenziószámú hipertéglatest-reprezentációja. Az ilyen reprezentáció előállítása azonban nehéz:
NP-teljes annak tesztelése, hogy adott gráf boxicitása K-val egyezik-e, még K = 2-re is.
A (Chandran, Francis & Sivadasan 2010) leír néhány algoritmust tetszőleges gráfok hipertéglatest-metszetgráfként való reprezentációinak előállítására, a gráf maximális fokszámával logaritmikus faktor közelségben lévő dimenziószámmal; ez az eredmény egyben megad egy felső korlátot a gráf boxicitására.
Bár a boxicitás meghatározása nehéz probléma, a bemeneti gráf csúcslefedési számával parametrizálva rögzített paraméter mellett kezelhető.

## Korlátok
Louis Esperet a G gráf boxicitására a gráf élszámának, m-nek függvényében a következő, aszimptotikusan optimális korlátot igazolta:
{\displaystyle \operatorname {box} (G)=O\left({\sqrt {m\cdot \log(m)}}\right)}.

## Kapcsolódó gráfparaméterek
- Cubicity: hipertéglatestek helyett egységnyi (hiper)kockák szerepelnek; a boxicity a cubicity általánosítása
- Sphericity: hipertéglatestek helyett egységnyi (hiper)gömbök szerepelnek

Ugyanazon gráf Colin de Verdière-invariánsa és boxicitása között Louis Esperet a következő összefüggést igazolta:
{\displaystyle \operatorname {box} (G)=O\left(\mu (G)^{4}(\log(\mu (G))^{2}\right)},
továbbá valószínűsíti, hogy a boxicitás legfeljebb a Colin de Verdière-invariánssal egyenlő.

## Fordítás
- Ez a szócikk részben vagy egészben a Boxicity című angol Wikipédia-szócikk ezen változatának fordításán alapul.  Az eredeti cikk szerkesztőit annak laptörténete sorolja fel. Ez a jelzés csupán a megfogalmazás eredetét és a szerzői jogokat jelzi, nem szolgál a cikkben szereplő információk forrásmegjelöléseként.